# Olešnice
Olešnice este o arie protejată (arie specială de conservare — SAC, sit de importanță comunitară — SCI) din Republica Cehă întinsă pe o suprafață de 388,34 ha, integral pe uscat.

## Localizare
Centrul sitului Olešnice este situat la coordonatele 50°09′11″N 15°25′05″E / 50.153056°N 15.418056°E.

## Înființare
Situl Olešnice a fost declarat sit de importanță comunitară în aprilie 2005 pentru a proteja 1 specie de animale. Situl a fost protejat și ca arie specială de conservare în noiembrie 2013.

## Biodiversitate
Situată în ecoregiunea continentală, aria protejată nu include niciun habitat protejat.
La baza desemnării sitului se află o specie protejată de  nevertebrate: rădașcă (Lucanus cervus).